# Noir Tango
Noir Tango est un roman de Régine Deforges paru en 1991. Il est le quatrième tome de la saga commencée avec La Bicyclette bleue. A travers cet opus, l'auteur interroge l'attitude après-guerre des victimes des camps de concentration, et notamment la notion de vengeance.

## Parution
Noir Tango sort en librairie le même jour que Scarlett, la suite d'Autant en emporte le vent, que Régine Deforges avait été accusée d'avoir plagié. L'auteur affirmera qu'il s'agissait d'une pure coïncidence.

## Résumé
Léa Delmas et François Tavernier pensent enfin pouvoir vivre tranquillement leur amour dans la France de l'après-guerre mais ils se retrouvent de nouveau dans la tourmente. En effet, Léa aspirait à vivre tranquille à Montillac, dans la région de Bordeaux. François ayant pris en charge les travaux pour sa reconstruction, elle pensait pouvoir revivre dans la maison familiale entourée des siens et notamment de Françoise, sa sœur ainée qui a décidé de se réfugier aussi à Montillac. Elle est considérée comme une moins que rien après son alliance avec un officier allemand pendant la guerre. Elle reste donc cloîtrée au domaine et c'est là qu'elle rencontrera un ouvrier chargé de la reconstruction de Montillac. Otto étant mort sur le front de l'est, elle décide de refaire sa vie et elle se mariera plus tard avec cet homme.
Laure, quant à elle, décide de rester vivre à Paris pour ses études et surtout parce qu'elle s'ennuie trop au domaine. Elle passe son temps entre le trafic du marché noir et une bande d'amis désinvolte et pacifiste.
Sarah Mulstein, leur amie juive-allemande rescapée du camp de Bergen-Belsen, retrouve par hasard deux cousins dont elle n'avait plus de nouvelles et tous trois habités par un esprit de vengeance décident de rejoindre un groupe punitif qui fait la chasse aux criminels nazis en fuite en Amérique du sud et les exécute.
François rejoint le groupe à contre-cœur et pour assurer une couverture de femme de diplomate à Sarah en Argentine, décide de l'épouser : ce mariage blanc déplaît fortement à Léa en dépit des explications de François et Sarah.
Léa restée en France déprime, malgré les efforts de Laure pour la sortir. Elle se retrouve mêlée au groupe vengeur de Sarah et par conséquent attire l'attention des nazis qui désirent l'abattre. Un soir, un terrible quiproquo entraîne la mort de Laure : en effet, elle avait emprunté à Léa une robe bleue et alors qu'elle sortait d'un bar à la mode, les nazis lui ont tiré dessus croyant abattre Léa. Cette dernière étant présente lors du drame s'en veut énormément. Elle décide alors de partir pour l'Argentine afin de venger la mort de sa sœur. Ce projet est possible car lors des procès de Nuremberg, Léa avait rencontré une journaliste et écrivaine argentine avec qui elle avait sympathisé et qui l'avait invitée dans sa maison en Amérique du sud.
Elle se retrouve au cœur d'une chasse à l'homme meurtrière.
Durant ce séjour en Amérique du Sud, Léa fera la connaissance de l'intelligentsia argentine et du jeune Ernesto avec qui elle aura une liaison. François prend très mal cette relation mais il sait que Léa fait cela par jalousie. Après de nombreux rebondissements et la mort des cousins de Sarah (dont un était lui aussi tombé amoureux de Léa), la chasse aux criminels nazis se termine. Sarah touchée de plus en plus par la folie se rase la tête de manière à dessiner une croix gammée sur son crane et après un tango très controversé dansé avec Léa, elle se suicide sur le toit de son hôtel. François et Léa rentrent alors en France et pendant le voyage de retour, Léa annonce à François qu'elle est enceinte. Cependant, elle ignore s'il en est le père puisqu'elle a eu pendant son séjour en Argentine une relation avec celui qui deviendra par la suite Che Guevara.